# Palazzo Nicolò Spinola di Luccoli
Il palazzo Nicolò Spinola di Luccoli, chiamato anche Palazzo del Marchese Stefano Franzone, o Palazzo Spinola Franzone, è un edificio sito in via Luccoli al civico 23, nella zona del Mercato di Soziglia nel centro storico di Genova. L'edificio fu inserito nella lista dei palazzi iscritti ai Rolli di Genova. L'architettura, la decorazione della facciata e gli affreschi di Domenico Parodi in alcune sale interne ne fanno un rilevante esempio di Barocco genovese. 

## Storia e descrizione
Definito nel 1414 domus cum vacuo et vindario degli eredi di Angelo De Mari e acquistato nel 1459 da Eliano Spinola, fu ricostruito prima del 1560 da Nicolò Spinola marchese di Vergagni e poi rinnovato dal figlio Daniele.
Questi ne era infatti il proprietario quando, nel 1576, il palazzo fu assimilato ai più ricchi della città e quindi inserito nella classe più rappresentativa del primo rollo. Presente nei rolli seguenti, sempre in posizioni di rilievo, domina quella che fu la "piazza dei De Mari" (oggi piazza Luccoli) oltre ad essere affiancato nel 1587 da un'ulteriore piazza, realizzata con la demolizione di una casa di Giacomo Spinola.
Il nuovo palazzo riprese, probabilmente, lo schema compositivo del vecchio edificio, sviluppandosi lungo un asse centrale con una sequenza di spazi che dalla piazza sfociava nel giardino, secondo una trasparenza oggi impossibile da percepire a causa di molteplici tamponature. Tommaso Franzone lo acquistò nel 1606, in seguito l'edificio venne sopraelevato e modificato internamente e le facciate adornate a stucco. È compreso nell'edizione del 1622 dei Palazzi di Genova di Peter Paul Rubens quale "Palazzo del sig. Daniel Spinola".
Una fornita quadreria, le celebri sculture dell'Algardi e gli affreschi (fra cui due salotti a firma di Domenico Parodi di cui uno dedicato a Laura e Petrarca) lo rendevano degno di menzione nelle guide di inizio Ottocento; oggi, nonostante la ripartizione in sedici appartamenti, mantiene il carattere monumentale grazie all'ampio atrio voltato, allo scalone che serve ancora i primi tre piani e al grande vano caposcala loggiato sul cortile.

Nelle sale interne sono conservati gli affreschi con Allegorie della poesia petrarchesca e Apollo e le Muse, capolavori tardobarocchi realizzati attorno al 1710 da Domenico Parodi.

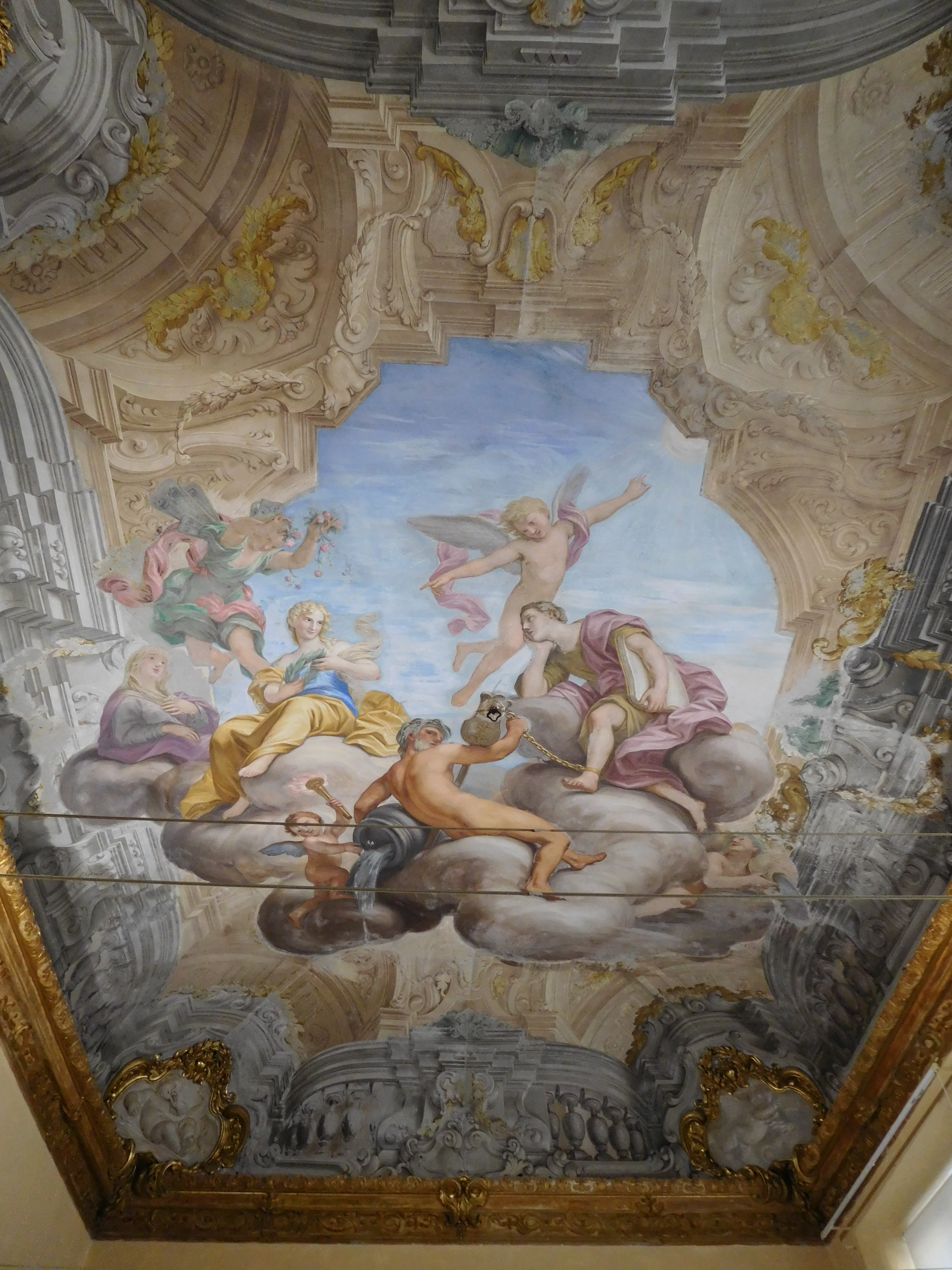
Allegorie della poesia petrarchesca, 1710, Domenico Parodi
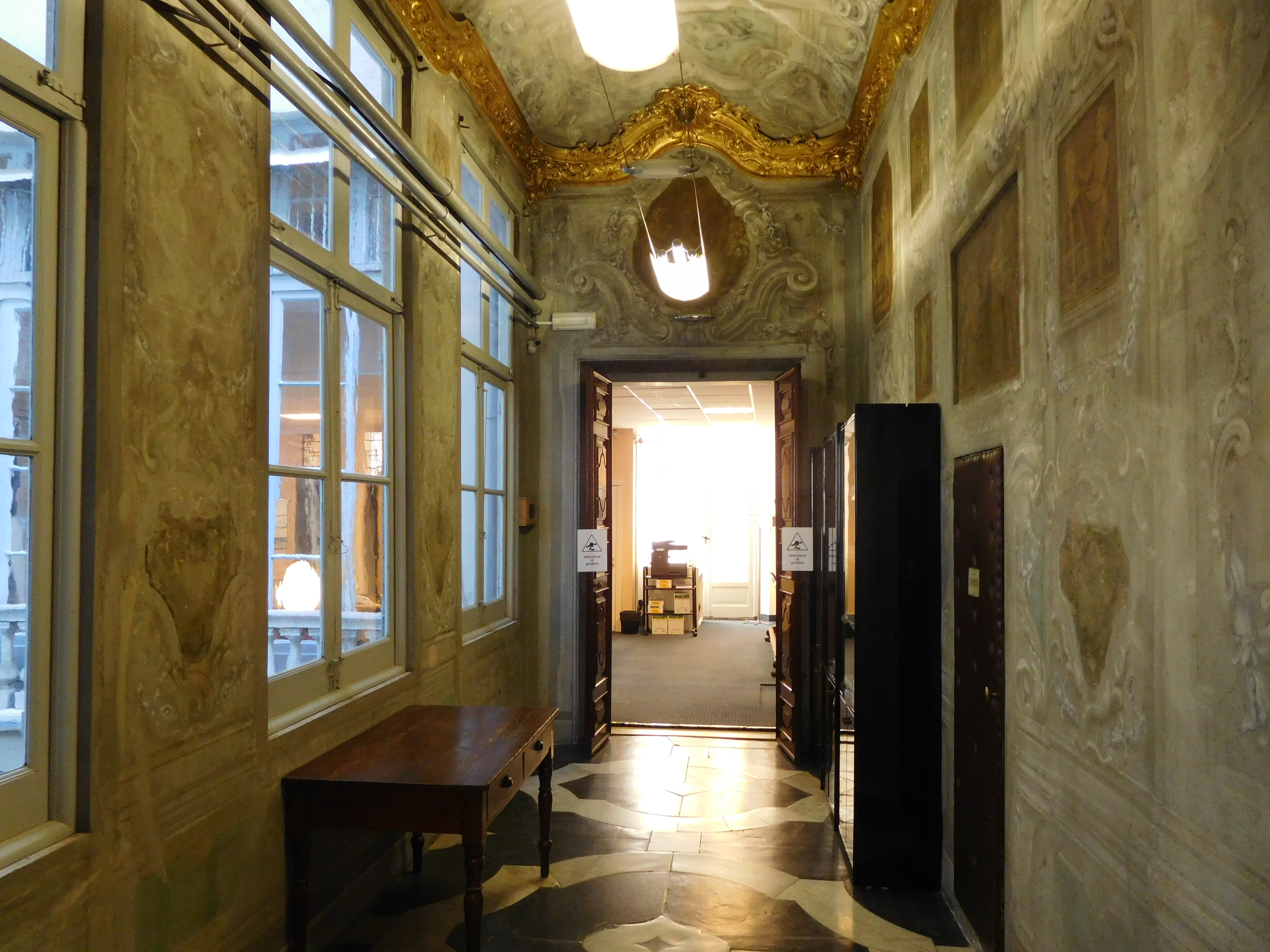
Galleria
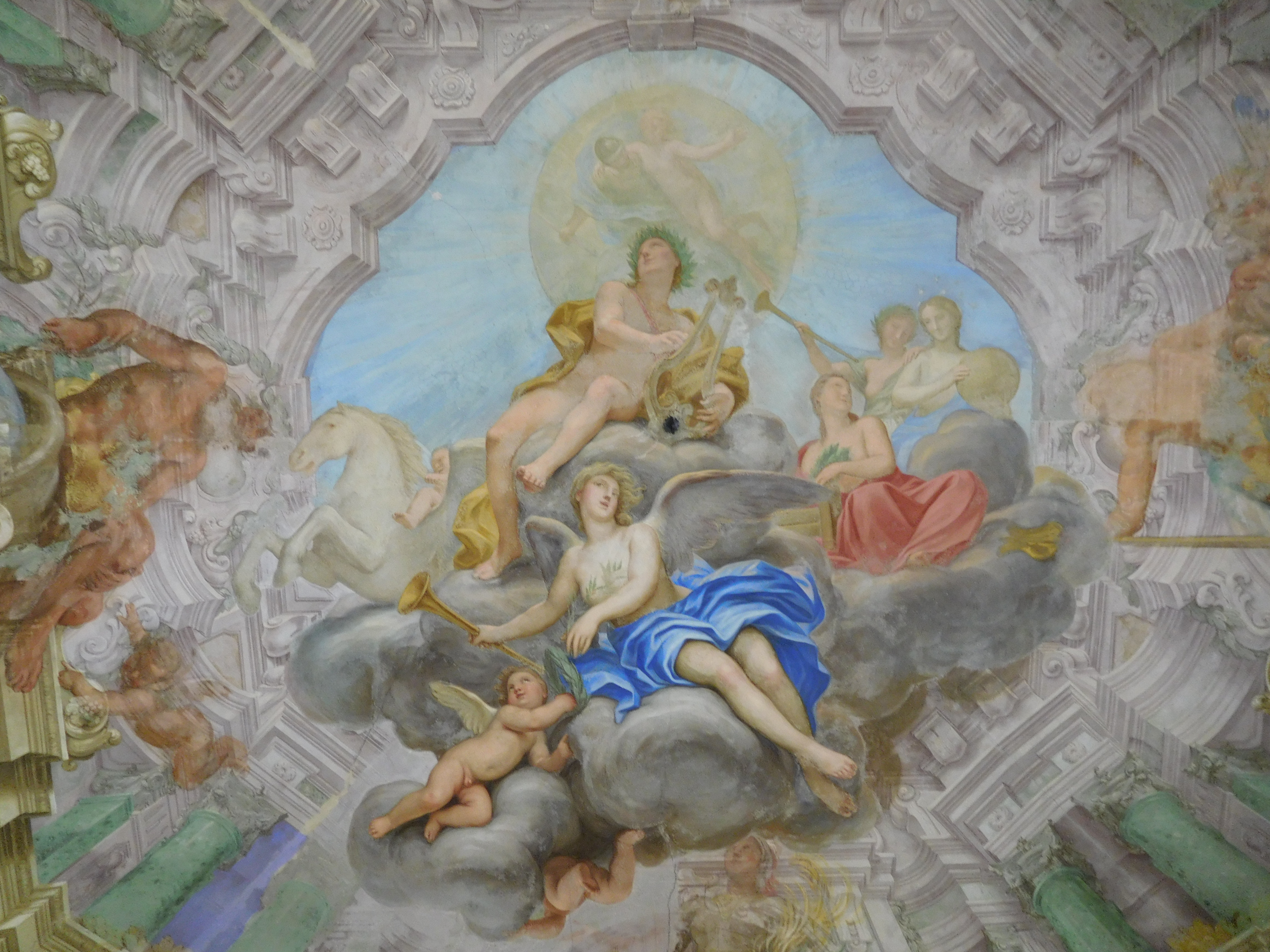
Apollo e le Muse, 1710, Domenico Parodi
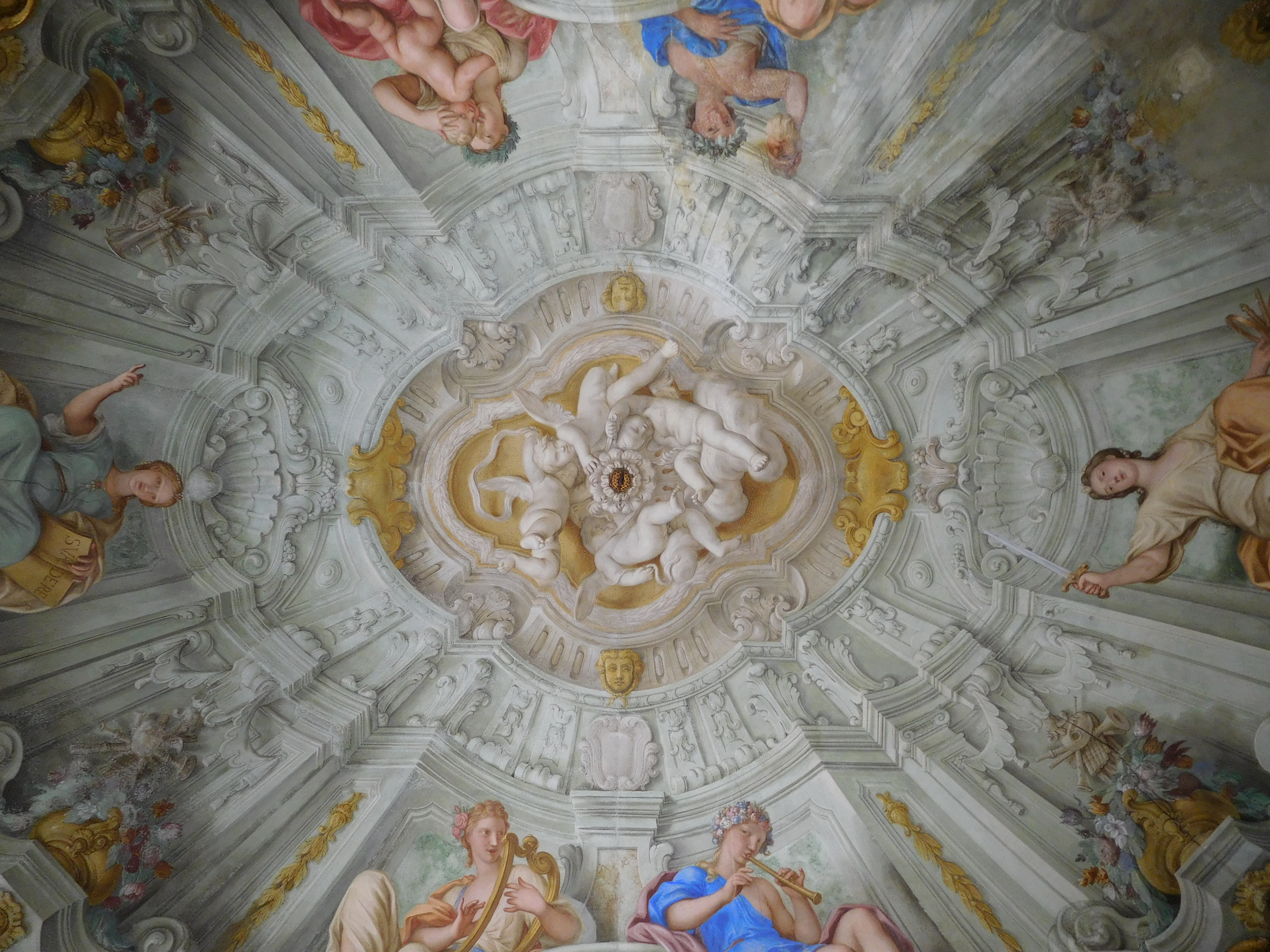
Volta affrescata, Domenico Parodi